# Битка код Дорилеја (1097)
Битка код Дорилеја одиграла се 1. јула 1097. током Првог крсташког рата између крсташа и Селџучког царства.
Битка је уследила брзо након освајања Никеје.
Крсташи су се раздвојили у две групе. Турци су изненадили прву групу крсташа. Крсташима је претило уништење, али доласком витезова из друге групе поразили су Турке и заробили султаново благо. После те битке крсташима је био слободан пут до Антиохије.

### После опсаде Никеје
После опсаде и освајања Никеје крсташи су напустили Никеју са дубоким неповерењем према Византији.
Војска Византије је заузела град после тајних преговора без знања крсташа. Крсташи су тако остали без плена којеме су се надали при заузимању граду. Цар Византије Алексије Комнин дао је крсташима коње, дарове и новац, али крсташи су били незадовољни, јер су веровали да би много више добили пљачком, да су сами заузели Никеју.

### Крсташи се раздвојили у две групе
Крсташи су напустили Никеју 26. јуна у две групе. Поделили су се да би се успут лакше снабдевали. У предњој групи су ишли Боемунд Тарентски, Танкред Галилејски, Роберт II Нормандијски, Роберт Фландријски и византијски генерал Татикије. У другој групи су били Балдуин Јерусалимски, Готфрид Бујонски, Ремон Тулуски и Стефан од Блоа.

### Јачина две војске
Крсташи схватају 29. јуна да Турци намеравају да направе заседу близу Дорилеја. Турци су према једном хроничару имали 150.000 војника, према другом 360.000, али савремени извори сматрају да је број био око 25.000 - 30.000.
Крсташи су имали 50.000 војника. Са крсташима је ишао и велики број оних који се нису борили.
После тродневног марша војска Боемунда Тарантског стигла је 30. јуна увече близу Дорилеја на северној обали реке Тимбрис и ту је направила логор.
Друга група крсташа у којој је био Готфрид Бујонски и Ремон Тулуски је заостала иза њих.

## Битка

### Султан је опколио једну од две групе крсташа
Султан Арслан је 1. јула опколио војску Боемунда Тарентског, тј једну од две групе крсташа. Напад је извео изненада рано ујутро, испаљујући велик број стрела на крсташки логор. Крсташи витезови су кренули у спорадичне контранападе, али нису могли да се пробију. Турци су упали коњицом у крсташки логор, убијајући лако оне који нису војници и пешаке без оклопа.
Пешаци без оклопа су били дезоријентисани и у паници тако да нису успевали да формирају борбену линију.

### Крсташима прети уништење, па траже помоћ
Боемунд Тарентски нарећује витезовима да сјашу и формирају обрамбену линију и некако успева да оне који се не боре и војнике без оклопа скупи у центар логора. Жене су носиле воду током битке. Док су они формирали борбену линију и заклањали осетљивије у центар, Турци су имали времена за маневар.
Турци шаљу стрелце напред, који нападају уобичајеним стилом. Затегну стреле, испале их, па се одмах повлаче пре него што их крсташи могу напасти. Стрелци нису могли готово ништа тешко оклопљеним витезовима, али коњи и неоклопљени пешаци су тешко пострадали. Боемунд Тарантски шаље гласнике другој крсташкој групи, тражећи помоћ. Борио се да издржи док не стигне помоћ.
Турци присиљавају крсташе да се повуку до обале реке Тимбрис. Мочваран терен крај реке штити крсташе од напада коњице, а оклопљени витезови праве ужи круг заштите неоклопљених од напада стрелама. Турски стрелци су били константно опскрбљени, тако да изазивају огромне жртве у редовима крсташа.
Боемундови витезови су постајали нестрпљиви, па не би слушали наређење да остану у линији. Кренули би у напад, али би брзо били посечени или присиљени да се врате. Турци би им пришли коњима, али ван досега мачева од витезова. Са блиске удаљености би им стрелама убијали коње, а неке стреле су налазиле и незаштићене делове витезова.

### Стиже Готфрид Бујонски и остали па се снаге изједначују
Управо кад је дошло подне, појавио се Готфрид Бујонски са 50 витезова и пробијао се кроз турске линије борбом. Током дана стигле су и мање групе од осталих вођа друге групе крсташа. Неки су били убијени од Турака, а неки су се борили да дођу до Боемундовог логора. Како су расли губици крсташа, тако су Турци постали све агресивнији и потиснули су крсташе са обале реке у плићаке.
Крсташи су се ипак држали, па су након 7 сати битке стигли витезови Ремона Тулуског (није јасно да ли је Ремон био са њима). Придошли витезови су извели снажан изненадан напад на бокове Турака, а изненађени Турци су се повукли у нереду.
То је омогућило крсташима да формирају нову борбену линију са Боемундом Тарантским, Танкредом Галилејским, Робертом Нормандијским и Стефаном Блуа на левом крилу, а Ремон Тулуски и Роберт Фландријски су били у центру. На десном крилу су били Готфрид Бујонски, Роберт Фландријски и Иго Вермандоа.

### Пораз Турака
Појавом појачања две стране су се изједначиле у снази. Нико није могао победити. Снажно су витезови нападали Турке, али нису их могли победити, док год се није појавио бискуп Адемар Пијски, који је напао турску позадину и главни турски логор. Турци су били ужаснути кад су видели свој логор у пламену и убрзо су се дали у бег остављајући логор.

## После битке
Крсташи су постали богати бар за кратко, јер су се докопали блага султана Арслана. После битке султан Арслан је имао других проблема на истоку, па су крсташи могли доћи до Антиохије без икаквог отпора. Требало им је готово три месеца да пређу Анадолију током љетњих врућина, а у октобру су започели опсаду Антиохије.